# ワイルド・ハニー・ワールド
『ワイルド・ハニー・ワールド』（WILD HONEY WORLD）は後藤晶による日本の漫画。『ヤングアニマル』2012年10号から2013年13号まで連載。

## あらすじ
離島でのアルバイトで最後の夏休みを過ごす高校生・雨宮真輝は偶然、憧れのクラスメイト・成瀬亜美に出会う。その時、真輝は亜美を地元で有名な「願いが叶う場所」に連れていこうと誘い出す。そしてその日の夜、真輝は亜美と共にボートでその場所に向かおうとしたが、途中で大波に呑まれ、彼女とも離れ離れになってしまう。
その後、真輝はある無人島に流れ着いたが、彼はそこで驚くべき光景を目にする。何とそこには12人の女性がいたのだった!

## 登場人物

### 島の人々
島の女性達は2ヵ月前、プライベートアイランド・神南西島に船で向かう途中で海難事故に遭い、漂流してきた者たちで、当初は全員で共同生活をしていたが、あることから2つのグループに分かれて生活することとなった。しかし、実は催眠術によって事故に遭ったと思い込まされていただけで、島での生活はある組織によって行われている、心に病を抱えた女性たちの強制治療プログラムであった。

#### 主人公
雨宮 真輝（あめみや まさき）
主人公。ごく普通の高校生。優柔不断でネガティブな思考が目立つ性格。叔父が離島・神南島で民宿を経営しており、毎年夏はそこでアルバイトをして過ごしている。クラスメイトの亜美に片思いをしている。高校生最後の夏休みに神南島で偶然、亜美と出会い、彼女を地元で有名な「願いが叶う場所」に連れて行こうと誘ったが、ボートでそこに向かっている途中に大波に呑まれ、彼女と離れ離れになり、島に流れ着く。そして、戸惑いながらも島の女性達とサバイバル生活を送ることになる。愛梨の提案から2日間ごとに交代で2つのグループを行き来しながら生活している。唯一の男性ということもあってか力仕事を任されることが多い。島での生活を通して自分を変えようと考えていたが、その中で島の女性たちに翻弄されていき、さらに、そのことによって（自覚は無いものの）自己中心的な面が顕著になっていく。また、同時に早く島から脱出したいという気持ちも持っている。
ある時、愛梨に誘惑されていたところ、凶暴化したまひるに逆レイプされ、さらに愛梨から麻衣が以前、島の女性たちと共に過ごしていた男性である藤岡を「殺した」ということを聞かされたため、島の女性たちに恐怖感を覚え、島を脱出し亜美を再び探し出そうと決意するがその矢先、海に落下した沙緒里を発見し、彼女を助け出そうと筏で繰り出すが失敗し自身も海に沈んでしまう。その後、組織の施設に運び込まれ、亜美と再会。しかし、そこで人類を繁栄させるための「種牡」として扱われ性奴隷となり、亜美に肉体関係を強要されるが麻衣たちによって救出される。そして麻衣以外の女性たちが島に残ることを決意したため彼女と共に島を脱出。そして数年後、大学生時代に彼女と再会するところで物語は結末を迎える。

#### 麻衣グループ
伊藤 麻衣（いとう まい）
島の女性たちのリーダー格。大学生。強気な性格。かつて同級生の男にストーカー行為を受け、監禁されたのちナイフで胸を刺され、瀕死の重傷を負ったところを返り討ちにした経験から男性不信となり、それを知った友人によってプログラムに送り込まれた。そのような経験から真輝に対して辛く当たっており、また、以前に藤岡と過ごしていた時も女性たちの中で唯一彼に関心を示さなかった。
真輝が組織によって囚われの身となった時、他の女性たちと協力して彼を救出し、そして彼女たちが島に残ることを決意したため真輝とともに島を脱出。そして数年後、大学生となった真輝と再会する。
宮崎 マリコ（みやざき マリコ）
ギャル風の女性。真輝のことを「雨ちゃん」と呼ぶ。活発な性格。唯一の男性である真輝が加わったことでトラブルが起こることを心配している。
実はレズビアンで、自身の性癖に苦悩していたことから自分の意思でプログラムに参加した。
組織によって囚われの身となった真輝を救出した後、島に残ることを決意する。
桜井 まひる（さくらい まひる）
ショートカットの髪型をした女性。真輝のことを「マッキー」と呼ぶ。島では主に力仕事を担当している。真輝に対して好意的な感情を抱いている模様。妹がいる。実は二重人格で、理性を失うと凶暴なもう1つの人格が現れるようになる。
実家は町工場を経営しており、両親は後継者のために男子が生まれることを望んでいたが叶わなかったため落胆し、そんな両親への気遣いから男っぽく振る舞うようになった。しかし、妹が誕生したことで両親が男子を完全に諦めたため、「女らしさ」という点で妹と比較されるようになり、その反動から（努力や気遣いを認めて欲しいという気持ちもあり）尚も男っぽく振る舞い続けたが、そのうちにストレスを溜めて二重人格となり、家庭内暴力を振るうようになったことから両親によってプログラムに送り込まれた。まひる自身は、短期アルバイトで神南西島に行くために船に乗り、そこで事故に遭ったと思い込んでいた。
真輝と関わっていくうちに次第に自分と同様に真輝と親しくしている女性に対して嫉妬心を募らせていくようになり、沙緒里を事故に見せかけて殺害しようと考えた他、彼が愛梨に誘惑されていた時にはついに怒りのあまり凶暴化し、彼女に暴行を加えた他、真輝を逆レイプし、彼が島の女性たちに対する恐怖感を抱くきっかけを作った。なお、以前、藤岡と共に過ごしていた時も同じような理由から凶暴化している。
組織によって囚われの身となった真輝を救出した後、島に残ることを決意する。
栗林 沙緒里（くりばやし さおり）
麻衣グループの1人である少女。妹の美紗都（ただし、父親の再婚相手の連れ子であるため血は繋がっていない）と共に両親によってプログラムに送り込まれた（表向きは家族旅行ということになっていた）。明るい性格。「兄」という存在に憧れていたことから真輝と親しくなり、彼のことを「お兄ちゃん」と呼ぶ。
実母は既に死去しており、その後は母に代わって父親の世話をしていたが、いつしか父親に対して親子関係を超えた愛情を持つようになったため、後に父親が美紗都の母親と再婚した時、それを「裏切り」と感じたことから両親（特に母親）を嫌うようになった。
島での生活のための作業の合間に真輝のために花を集めたり、アクセサリーを作ったりしていることが多く、そのことで時々マリコと揉めることがある。そして、ある時、真輝を喜ばせるために星空がよく見える場所を探していたところ、崖から足を踏み外して海に落下したが、組織によって助け出される。
組織によって囚われの身となった真輝を救出した後、島に残ることを決意する。
栗林 美紗都（くりばやし みさと）
沙緒里の妹。ただし、彼女は母親の再婚相手の連れ子であるため血は繋がっていない。複雑な家庭環境で育ったためか姉とは対照的に無口で感情をあまり表に出さない。空間認識能力が高いようで、島では一度も道に迷ったことが無い他、組織によって捕えられた真輝を助け出すときには施設の構造を把握し、彼がいる部屋の位置を割り出した。
組織によって囚われの身となった真輝を救出した後、島に残ることを決意する。
中野 優月（なかの ゆづき）
眼鏡をかけた女性。男っぽい口調で喋る。島の女性たちの結束はいずれ崩壊すると考えており、その過程を見て楽しんでいる模様。そのため、他の人たちとあまり関わらず、隠し持っていたお菓子を食べながら高みの見物を決め込んでいる。美紗都のことを気に入っている様子。
実は組織の幹部で、最高責任者である光子の娘。真輝のことは「何もない、空っぽな奴」と蔑んでおり、また「少し自分に似ている」とも評している。

#### 愛梨グループ
黒沢 愛梨（くろさわ あいり）
島の女性たちのサブリーダー格。学生。ツインテールの髪型をしている。火が好きで、常にライターを持ち歩いている。永美とは仲が良い。普段は優しい態度を取っているが、本性は高飛車で毒舌な性格である。真輝のことを意のままに操ろうと考えており、永美を利用して彼を誘惑する。
父親は資産家で、何不自由ない暮らしをしていたが、彼が愛梨と同じ年齢の愛人を作ったことから心が歪んでしまい、その結果、18件もの放火を起こし、それを知った母親によってプログラムに送り込まれた。
真輝が組織によって囚われの身となった時は彼を見捨てて島から脱出しようと考えていたが麻衣の説得によって彼を救出。その後、島に残ることを決意する。
山本 永美（やまもと えみ）
OL。ボブカットの髪型をしている。気弱で引っ込み思案な性格。母子家庭で育った。愛梨とは仲が良い（実際には彼女の言いなりになっていることが多い）。「自分を変えたい」と思っている。ことあるごとに真輝を誘惑しようとする。ハンドメイドが趣味。
実は上司との不倫が原因で会社を解雇されており、そのショックで自殺未遂を繰り返すようになった他、セックス依存症になって、様々な男性と肉体関係を結ぶようになり、それを心配した母親によってプログラムに送り込まれた。
組織によって囚われの身となった真輝を救出した後、島に残ることを決意する。
金子 実由（かねこ みゆ）、金子 理亜（かねこ りあ）
双子。モデルとして活動しており、読者モデルを経てプロになった。神南西島近辺の島に撮影の仕事で来ていたが、直前に先輩のモデルと喧嘩したため仕事を放棄し、神南西島に向かっていた。
真輝のことを「アメミニャ」と呼ぶ。キュートで小悪魔的な態度を取っているが猫を被っているだけらしく、怒ると言動が荒くなる。真輝のことは「オモチャ」として見ており、島での彼の様子を見て楽しんでいる模様。横縞の柄の服を好む。台詞がPOP体で表記されることが多い。
父親はギャンブル依存症で、母親は後に男と共に家を出ていき、さらには父親から借金のために売春をさせられていたという悲惨な生い立ちをしており、モデルになった後も父親と同様にモデル仲間を使って売春斡旋に手を染め、それを心配した事務所の社長によってプログラムに送り込まれた。
組織によって囚われの身となった真輝を救出した後、島に残ることを決意する。
谷田部 ゆり（やたべ ゆり）
ホステス風の格好をした女性。既婚者であるが、夫婦仲は既に冷めていた模様（ただし、自身はまだ夫を愛しているような言動が見られる）。表向きは神南西島に旅行で向かっていたということになっていた。メンバーそれぞれが単独行動を取っていることが多いため、楽そうだからという理由で愛梨グループに加わった。既婚者ということもあってか料理が得意。
実は夫への愛情が行き過ぎて、重度の男性依存に陥っており、それに耐えられなくなった夫によってプログラムに送り込まれた。
組織によって囚われの身となった真輝を救出した後、島に残ることを決意する。
長田 恵（ながた めぐみ）
太った体型の寡黙な女性。愛梨と同じく学生で、彼女とは幼馴染。魚や貝を獲るのが得意。実は愛梨を見守るために自ら進んでプログラムに参加しており、島の住民の中で唯一、全てが組織に仕組まれた出来事であることを知っていた。実家は愛梨の家に借金をしているらしい。
組織によって囚われの身となった真輝を救出した後、島に残ることを決意する。

### その他
成瀬 亜美（なるせ あみ）
真輝の同級生。彼から想いを寄せられている。ある日、神南島で偶然出会った真輝から地元で有名な「願いが叶う場所」に行こうと誘われ、その日の夜、ボートでそこへ向かっている途中に大波に呑まれて真輝とはぐれる。その後、真輝と同じく島に流れ着き（ただし、彼が流れ着いた場所の反対側に流れ着いた）、組織の人間によって助け出されていた事が判明し、後にそこで真輝と再会。しかし、既に組織の教えに染まっており、それに従って真輝と肉体関係を強要する。
実は真輝からの好意には以前から気付いており、内心では彼のことを嫌っていたようである。それどころか既に恋人がいたのであるが裏切られたため、それに対する当てつけとして神南島で真輝に同行したのであった。そのことから組織の教えをあっさり受け入れ世の中の男性に対して憎しみを抱くようになる。
真輝が麻衣たちと共に組織の施設から脱出しようとしたとき、彼らを止めようと立ちはだかるが突破される。その後は正式に組織の一員となっており（表向きには留学のため退学したことになっていた）、最終回では誰かの子供を妊娠している様子が描かれている。
中野 光子（なかの みつこ）
優月の母親。ある組織の最高責任者で、強制治療プログラムを仕組んだ張本人。世の中の男性全てに対して激しい憎しみを抱いており、男性は人類を繁栄させるための「種牡」としか見ていない。
藤岡 豊（ふじおか ゆたか）
真輝より前に女性たちと過ごしていた男性で、色黒のワイルドな雰囲気をした青年。プログラムの一環として組織により送り込まれた。ポジティブかつ熱血な性格で、サバイバル技術に長けているなどあらゆる面で真輝と対照的な人物で、島の女性たちから信頼されていた。しかし、やがて女性たちが彼を巡って諍いを始め、女性たちに対して恐怖感を抱くようになり、ついにはまひるに2人だけで島を脱出しようともちかけられるがそれを拒否。そして麻衣を無理矢理連れ出して筏で島から脱出しようと考えるが拒絶される。その時に荒れた海に落ちて死んだと思われていたが、実際には組織によって助け出されていた。その後、組織から子孫を繁栄させるため性奴隷同然の「種牡」として扱われ、そんな中で精神を病んでいったようで麻衣と再会した時には狂っていた。

## 単行本
- 後藤晶 『ワイルド・ハニー・ワールド』白泉社《ジェッツコミックス》 全3巻
  1. 2012年10月29日発売 978-4-592-14774-9
  2. 2013年4月26日発売 978-4-592-14775-6
  3. 2013年9月27日発売 978-4-592-14776-3